# 鎌田政近
鎌田 政近（かまた まさちか）は、戦国時代から江戸時代初期にかけての武将。島津氏の家臣。鎌田氏庶流の鎌田政勝の子。

## 生涯
肝付氏平定後の天正5年（1577年）に同氏の拠点であった日向国志布志城に入って地頭となり、更にその翌年である天正6年（1578年）に伊東氏が島津氏によって日向国から追われると、その本拠であった都於郡城に移った。この年に発生した耳川の戦いでは山田有信とともに大友軍を高城で防いで味方の来援まで持ち堪えさせた。その後、沖田畷の戦い・岩屋城攻城戦にも参加する。
一方、鎌田氏の宗家では鎌田尾張守政年（政近の曽祖父の実兄で、永正生まれの鎌田尾張守政年とは別人）の死後、早世や病弱の当主が相次いだことから、主君島津義久の命で政年の孫鎌田政心、その猶子・政良の後継として宗家に入って当主となった。豊臣秀吉の九州平定後の天正19年（1591年）に家老に就任する。
関ヶ原の戦いで西軍についた島津氏は改易の危機に晒されるが、慶長7年（1602年）政近は、島津義久・家久（忠恒）の名代として伏見城で徳川家康と会見、その重臣本多正信との交渉の結果、薩摩藩島津氏の存続と島津氏が匿っていた宇喜多秀家の引渡し、東軍に奪われた佐土原城の返還などで合意に達した。この功績によって慶長9年（1604年）に薩摩国指宿の地頭となり指宿城が与えられた。
慶長10年（1605年）9月朔日、京都伏見にて病死。伏見の泉融寺に葬られた後、招魂され薩摩国の福昌寺に墓所が建てられた。